# Jürgen Marcussen

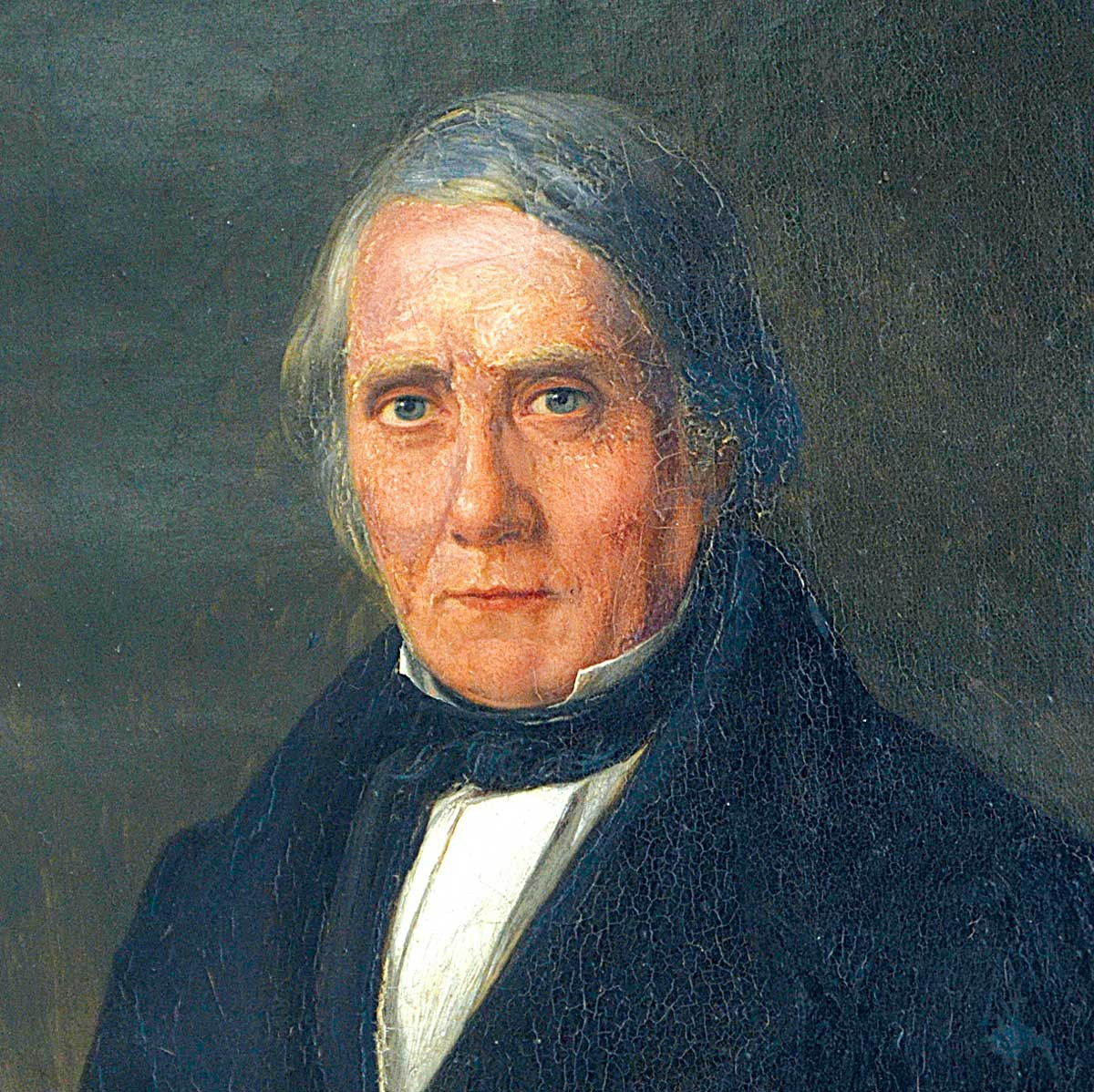
Jürgen Marcussen

Jürgen Marcussen (* 10. Mai 1781 in Schnabek; † 9. November 1860 in Apenrade) war ein dänischer Orgelbauer und Gründer von Marcussen & Søn.

## Leben und Wirken
Jürgen Marcussen war ein Sohn des Schnabeker Zimmermanns Jørgen Christensen (oder Marquardsen) (1745–1812) und dessen Ehefrau Magdalena Lorentzes(datter) (1749–1832). Seine Eltern waren derart arm, dass er Kindheit und Jugend bei dem Verwandten Tischler Alexander Alexandersen in Satrup verbringen musste, dessen Frömmigkeit ihn lebenslang prägte.
Nach der Konfirmation begann Marcussen eine Ausbildung bei seinem Pflegevater und war danach mehrere Jahre als Tischler tätig. Ab 1802 lernte er Orgelbau bei Hans Friderich Oppenhagen in Rudkøbing. Gemäß Überlieferungen seiner Familie befürchtete der Lehrmeister, dass Marcussen ein potentieller Konkurrent werden könne, dem er keine wichtigen Fachkenntnisse vermitteln wollte. Die Lehrzeit endete daher nach anderthalb Jahren. Marcussen ging daraufhin wieder nach Satrup und war dort wieder als Tischler tätig. Autodidaktisch beschäftigte er sich weiterhin mit dem Orgelbau.
1806 heiratete Marcussen Anna Maria Andresen (oder Andersen) (* 26. Februar 1782; † 28. September 1857). Sie war eine Tochter von Andreas Jacobsen (1739–1822) und dessen Ehefrau Ellen, geborene Jessen (1737–1825). Das Ehepaar Marcussen hatte zwei Töchter und drei Söhne. Der Sohn Alexander (1806–1835) arbeitete seit 1833 als Diakon in Hammelev.
1806 erstellte Marcussen als erstes Instrument ein kleines Positiv, das ihm angeblich das Lehrerseminar in Tondern abkaufte. Er selbst hielt 1806 als Gründungsjahr seiner Orgelbauwerkstatt fest; die königliche Konzession hierfür bekam er erst 1811. Er hatte seinen Wohnsitz zu jener Zeit in Lundsgaardfeld. Seine Werkstatt befand sich offensichtlich immer in Vester Sottrup.
Im Bereich des Orgelbaus übernahm Marcussen anfangs nur Reparaturen. Da Dänemark in den Napoleonischen Kriegen kämpfte und der Staat 1813 bankrottging, vergaben Gemeinden keine Aufträge für Neubauten. Ab 1810 pflegte Marcussen die Orgel der Herrnhuter Brüdergemeine in Christiansfeld, zu der vermutlich auch religiöse Verbindungen bestanden. 1813 folgte eine Reparatur in Hadersleben, 1816 eine relativ große Renovierung der Orgel von Tondern. 1819 erhielt er erstmals den Auftrag für eine neue, große Orgel. Dieses Instrument für Sieseby an der Schlei stellte er 1820 fertig. Er verwendete hier erstmals einen von ihm konzipierten Kastenbalg, der die Luftzufuhr gleichmäßig regulierte und somit die Lösung für ein seinerzeit dringendes technisches Problem des Orgelbaus bot. Ein Bericht über die Einweihung des Instrumentes nennt erstmals Andreas Peter Wilhad Reuter als Marcussens Gehilfen. Reuter wurde nach einigen Jahren Teilhaber von Marcussens Werkstatt.
Nach seiner ersten Orgel erhielt Marcussen weitere Aufträge aus Holstein. 1821 schuf er eine Orgel für die Kirche von Brügge und übernahm im selben Jahr die Restauration in der Kieler St. Nikolaikirche. Einige Jahre später bekam er Aufträge aus Dänemark, so aus Kopenhagen und dem Umland. Sein Freund und Pastor Søren Salling aus Vonsild vermittelte ihm vermutlich einen Kontakt zu dem Architekten Christian Frederik Hansen, der 1824/1825 in Kopenhagen den Bau einer Kirche leitete. Hansen setzte sich dafür ein, dass Marcussen die neue Orgel für die Kirche von Christiansborg bauen durfte. Darüber hinaus erhielt er hierfür die Unterstützung von Christoph Ernst Friedrich Weyse. 1825 hielten sich Marcussen und sein Partner Reuter wegen dieses großen Auftrags in Kopenhagen auf. Im September 1826 bekamen sie den Zuschlag und verabschiedeten im selben Monat einen Teilhabervertrag, demgemäß sie gleiche Teile an Marcussen & Reuter erhielten.
Im August 1828 brachte ein Schiff die fertigen Bauteile der Orgel für Christiansborg in die dänische Hauptstadt. Die Orgel wurde im folgenden Jahr abgenommen und eingeweiht. Marcussen und Reuter gehörten dadurch zu den führenden Orgelbauern des dänischen Gesamtstaates. Das äußerte sich auch darin, dass sie nach einem Umbau der Orgeln der Eckernförder Nikolaikirche und der Itzehoer Laurentiuskirche einen Gebäudekomplex in Apenrade kauften, den sie mit Werkstatt und Wohnung bezogen.
Im Jahr 1831 gestalteten Marcussen und Reuter die Orgel der Flensburger Marienkirche neu. 1832 bauten sie im Auftrag Christian Frederik Hansens eine neue Orgel für die Kirche von Husum. 1833 erstellten sie eine Orgel für Havetoft, woher Reuter stammte. Danach erhielten sie weitere Großaufträge, für die sie bereits ab 1829 recherchiert hatten. 1833 bauten sie die alte Orgel im Dom zu Roskilde um, 1835/1836 schufen sie die neue Orgel der Frauenkirche von Kopenhagen, an der sich Marcussens Lehrmeister Oppenhagen wahrscheinlich versucht hatte, damit gescheitert war und sich sehr blamiert hatte.
Im Juli 1836 erhielten Marcussen und Reuter den Titel des „Hof-Orgelbauers“ und den Auftrag für die Renovierung der Orgel von Schloss Frederiksborg. Sie erledigten das 1837; ihr Werk wurde bei einem Brand des Schlosses im Jahr 1859 zerstört. 1838 bauten sie die Orgel von Wilster um, 1840 das Instrument im Dom zu Schleswig. 1842 waren sie wieder in der Kieler St. Nikolaikirche tätig, wo sie de facto einen Neubau erstellten. 1843 bauten sie eine Orgel für Schloss Kronborg, 1846 für Schloss Fredensborg. 1844 hielten sich Marcussen und Reuter in Göteborg auf und überlegten, ob sie die Orgel des dortigen Doms umbauen könnten.
Nach dem Tod Reuters im Jahr 1847 nahm Marcussen seinen Sohn Jürgen Andreas als Geschäftspartner auf. Das Unternehmen firmiert seitdem als Marcussen & Søn. Die ersten größeren Arbeiten führten sie aufgrund der Schleswig-Holsteinischen Erhebung unter komplizierten Umständen durch. Dazu gehörte 1848 der Umbau der Orgel von Tönning und im nächsten Jahr derer des Doms zu Göteborg. Während der 1850er Jahre übernahm zunehmend Marcussens Sohn die Geschäftsführung. Während seiner Kooperation mit Reuter schuf Jürgen Marcussen ungefähr 50 Orgeln, mit seinem Sohn bis Lebensende 35.
Marcussen gründete das wichtigste Orgelbauunternehmen Dänemarks des 19. Jahrhunderts. Neben seinen eigenen handwerklichen Fähigkeiten spielte dabei der theoretisch besser geschulte Andreas Peter Wilhad Reuter eine wichtige Rolle. Christoph Ernst Friedrich Weyse bemängelte in seinen Gutachten mehrmals, dass Marcussen und Reuter sehr hohe Preise verlangten, stellte aber auch immer wieder heraus, dass sie ihre Verträge exakt einhielten und hervorragende Werke schufen. Sein Nachfolger Johann Peter Emilius Hartmann hielt 1847 fest, „daß die Leistungen der Herren Marcussen und Reuter im Fache der Orgelbaukunst in Beziehung auf Feinheit und Elegance der Arbeit, Schönheit, Fülle und Eigenthümlichkeit des Tons und zweckmäßiger Anlage der Mechanismen zu den vorzüglichsten mir bekannten Arbeiten der neueren und älteren Zeit gehören.“